# Jana Unuk

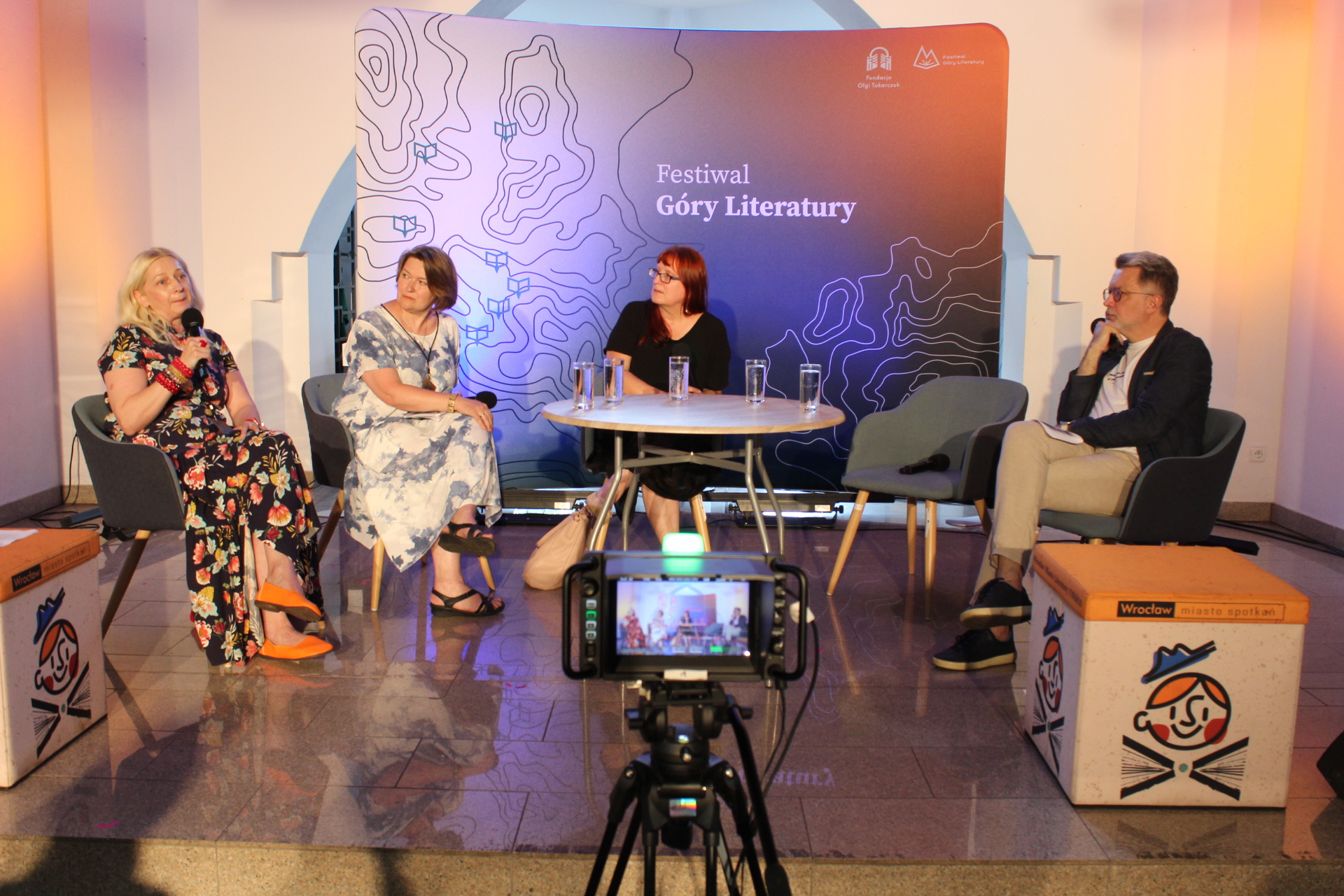
Cristina Godun, Maryna Shoda, Jana Unuk, Michał Rusinek

Jana Unuk (ur. 1959 roku w Mariborze) – tłumaczka literatury, redaktor. Autorka przekładów współczesnej polskiej prozy i poezji na język słoweński.

## Życiorys
Ukończyła szkołę średnią w Mariborze, uczyła się języka angielskiego, rosyjskiego i francuskiego. W 1984 roku ukończyła studia z zakresu języka i literatury angielskiej oraz słoweńskiej na Wydziale Humanistycznym Uniwersytetu w Lublanie. W trakcie studiów zainteresowała się literaturą polską, zwłaszcza dziełami Czesława Miłosza. W sierpniu 1983 po raz pierwszy przyjechała do Warszawy. Wykonywała zawód nauczycielki, korektorki, lektorki języka słoweńskiego dla obcokrajowców na kursach letnich w Lublanie. W latach 1993–1995 była lektorką języka słoweńskiego na Uniwersytecie Śląskim. W latach 1996–2005 pracowała jako redaktorka w wydawnictwie Nova Revija. Od 1996 roku posiada status niezależnego tłumacza literatury. Mieszka w Lublanie.
Oprócz przekładów książek opublikowała ponad dwieście przekładów w czasopismach literackich i w radiu. Wśród autorów przez nią tłumaczonych znaleźli się: Virginia Woolf, Adam Zagajewski, Stanisław Ignacy Witkiewicz, Witold Gombrowicz, Anna Świrszczyńska, Jan Kott, Hanna Krall, Magdalena Tulli, Stefan Chwin, Natasza Goerke, Manuela Gretkowska, Jerzy Pilch, Ewa Sonnenberg, Eugeniusz Tkaczyszyn-Dycki, Ferida Duraković, Momčilo Nastasijević, Vlado Gotovac, Zdenko Lešić, Sead Fetahagić.
Przekład Domu dziennego, domu nocnego Olgi Tokarczuk został w 2006 roku wyróżniony nagrodą Sovretova nagrada przyznawaną przez Stowarzyszenie Tłumaczy Słoweńskich.

## Publikacje
Oprócz przekładów książek, opublikowała ponad 400 przekładów w czasopismach literackich i w radiu. Wśród autorów przez nią tłumaczonych znaleźli się: Bruno Schulz, Magdalena Tulli, Paweł Huelle, Andrzej Stasiuk, Ignacy Karpowicz, Joanna Bator, Stefan Chwin, Mikołaj Łoziński, Mariusz Szczygieł, Jacek Dehnel, Radka Franczak, Adam Zagajewski, Stanisław Ignacy Witkiewicz, Witold Gombrowicz, Gustaw Herling-Grudziński, Jan Kott, Hanna Krall, Ida Fink, Tadeusz Różewicz, Anna Świrszczyńska, Marzanna Bogumiła Kielar, Aleksander Wat, Julia Hartwig, Halina Poświatowska, Zuzanna Ginczanka, Debora Vogel, Ewa Sonnenberg, Krystyna Dąbrowska, Mariusz Sieniewicz, Kaja Malanowska; z angielskiego Virginia Woolf, Isaac Bashevis Singer, Bruno Bettelheim; z serbochorwackiego Dževad Karahasan, Filip David, Vidosav Stevanović, Ferida Duraković, Dejan Ilić, Dubravka Ugrešić, Zdenko Lešić, Sead Fetahagić i inni.

## Tłumaczenia z języka polskiego
- Czesław Miłosz, Življenje na otokih / Życie na wyspach, Ljubljana, Študentska organizacija Univerze, Študentska založba 1997, Psiček ob cesti / Piesek przydrożny, Maribor, Obzorja 2001, Pričevanje poezije / Świadectwo poezji, Ljubljana, Društvo Apokalipsa 2006, Izbrane pesmi / Wybór poezji, Ljubljana, Študentska založba 2008, Od sončnega vzhoda do njegovega zahoda / Gdzie słońce wschodzi i kędy zapada 2012, Pesnitev o zamrznjenem času, Tri zime, Rešitev: Zbrane pesmi 1 / Poemat o czasie zastygłym, Trzy zimy, Ocalenie, Wiersze zebrane 1 2020,

- Wisława Szymborska, Semenj čudežev / Jarmark cudów, Radovljica, Didakta 1997, z Rozką Štefan, Radost pisanja: Zebrane pesmi / Wiersze zebrane 2019,
- Zbigniew Herbert, Barbar v vrtu / Barbarzyńca w ogrodzie, Ljubljana, Študentska založba 2003, z Jasminą Šuler Galos, Rovigo, Epilog viharja / Rovigo, Epilog burzy 2013,
- Leszek Kołakowski, Mini predavanja o maksi zadevah / Mini wykłady o Maxi sprawach, Ljubljana, Študentska založba 2004,
- Paweł Huelle, David Weiser, Ljubljana, Študentska založba 2007, Zadnja večerja / Ostatnia wieczerza 2010,
- Olga Tokarczuk Dnevna hiša, nočna hiša / Dom dzienny dom nocny, Ljubljana, Društvo Apokalipsa 2005, Beguni / Bieguny 2010, Pelji svoj plug čez kosti mrtvih / Prowadź swój pług przez kości umarłych 2014, 2019, Jakobove bukve / Księgi Jakubowe 2017, Bizarne zgodbe / Opowiadania bizarne 2020,
- Andrzej Stasiuk, Devet / Dziewięć, Ljubljana, Študentska založba 2004, Na poti v Babadag / W drodze do Babadag, Ljubljana, Študentska založba 2007, Galicijske zgodbe / Opowieści galicyjskie 2009, Taksim 2012, Dukla 2015,
- Tadeusz Różewicz, Zapisano na vodi / Wybór wierszy 2009, Profesorjev nožek, Siva cona / Nożyk profesora, Szara strefa 2015,
- Hanna Krall, Navzočnost: Prehiteti Boga, Tam ni več reke, Srčev kralj je spet zunaj/Zdążyć przed Panem Bogiem, Tam już nie ma żadnej rzeki, Król kier znów na wylocie 2010,
- Bruno Schulz, Sanatorij Pri peščeni uri in drugi spisi /Sanatorium Pod klepsydrą i inne teksty 2017,
- Anna Świrszczyńska, Baba sem / Jestem baba 2018.